# Migrazioni e preferenze ambientali dei tordi
La tabella di seguito riportata descrive il comportamento migratorio e le preferenze ambientali delle singole specie del genere Turdus, suddivise per zone ecologiche.
| Ecozona                              | Nome scientifico                   | Migrazione              | Habitat |
| ------------------------------------ | ---------------------------------- | ----------------------- | --- |
| Ecozona paleartica (n. 19 specie)    | Turdus albocinctus                 | Migratrice altitudinale | Nidifica nei boschi di querce, castagni e rododendri, fino a 4.250 metri in Himalaya. Sverna ad altitudini più moderate, tra 1.500 e 3.000 metri, all'interno della propria area di nidificazione o in regioni adiacenti situate poco più a sud. Frequenta bordi e margini di boschi e aree con rododendri nani, appena sopra la linea degli alberi e boschi aperti di conifere, boschi misti di latifoglie e conifere, soprattutto quando questi ultimi hanno una buona lettiera di muschio o fogliame. In inverno, si trova nei boschi più estesi di latifoglie e in aree più aperte e cerca il cibo nei pascoli e nei prati, al bordo del bosco. |
| Ecozona paleartica (n. 19 specie)    | Turdus atrogularis                 | Migratrice              | Nidifica in un'ampia varietà di habitat. Sverna sui pendii erbosi e coperti di cespugli e lungo i margini dei boschi, nei boschi di salici, giardini, campi, frutteti, pascoli e terreni agricoli, dalla pianura fino ai 4.200 metri. Si trova nelle foreste di conifere, occupando radure, spazi vuoti e bordi lungo fiumi e torrenti. Frequenta inoltre boschi asciutti e radi, larici, popolamenti semiaperti di pioppi, betulle e olivello spinoso, boschetti e torbiere boscose fino a 2.200 metri di quota. |
| Ecozona paleartica (n. 19 specie)    | Turdus cardis                      | Migratrice              | Nidifica in zone boschive fitte e ben ombreggiate, in boschi collinari o montani, ma anche nei boschi vicino alla costa. Al di fuori della stagione riproduttiva, abita macchie di alberi decidui e boschi misti con cespugli, arbusti e rado sottobosco. Preferisce le valli boscose in cui scorre un fiume o un ruscello. Durante la migrazione, frequenta lo stesso tipo di habitat, ma anche boschi di pianura, boschetti e margini di terreni coltivati. |
| Ecozona paleartica (n. 19 specie)    | Turdus celaenops                   | Sedentaria              | Frequenta tutti i tipi di foreste decidue e boschi misti, dai fitti boschetti di abeti alle macchie di alloro ed ambienti antropizzati, fino a 1.500 metri. Si trova anche nei frutteti e nei grandi giardini. |
| Ecozona paleartica (n. 19 specie)    | Turdus chrysolaus                  | Migratrice              | Nidifica nei boschi e nella fitta boscaglia di latifoglie o nelle macchie di conifere e betulle. Frequenta anche aree miste di betulle e abeti lungo le valli fluviali, laghi e vicino a piccole insenature. In inverno, occupa le aree coltivate delle pianure, i bordi dei campi e le aree boschive aperte, ma anche frutteti, parchi e giardini, purché all'ombra o con sottobosco sufficientemente fitto. |
| Ecozona paleartica (n. 19 specie)    | Turdus eunomus                     | Migratrice              | Nidifica ai margini della tundra di pianura, in fitte macchie di salici e pioppi che costeggiano i fiumi. Si trova anche nelle steppe alberate, in aree boschive aperte con conifere e in aree rade. Sverna nella macchia collinare fino a 3.000 metri, nelle aree erbose, nei boschi sparsi, nei terreni agricoli, nei frutteti. nei prati alberati e nei parchi alla periferia delle città e nei giardini. |
| Ecozona paleartica (n. 19 specie)    | Turdus feae                        | Migratrice              | Durante la stagione estiva, vive in regioni collinari e montuose ad altitudini ben al di sopra dei 1.500 metri nelle foreste fitte e umide di latifoglie ed apprezza particolarmente i boschi di querce e di pini nelle regioni temperate. In inverno, si trova a quote comprese tra 1.000 e 1.100 metri. I quartieri invernali sono abbastanza simili all’habitat di nidificazione. Tuttavia, in questo periodo dell'anno, si incontra più spesso vicino ai rododendri e nei boschi di foglie permanenti. |
| Ecozona paleartica (n. 19 specie)    | Turdus hortulorum                  | Migratrice              | Nidifica in fitti boschi di querce e boschetti fino ad altitudini di 1.100 metri, spesso vicino a un corso d’acqua. Si trova anche in boschi misti di cedro e carpino, nelle valli montane provviste di fitte macchie di ontani, olmi, pioppi giganti e radi boschetti i noccioli e betulle. Durante la migrazione e la stagione invernale, frequenta aree boschive più aperte come canneti di bambù, aree di macchia e boscaglia su basse colline o in pianura lungo i fiumi. |
| Ecozona paleartica (n. 19 specie)    | Turdus iliacus                     | Migratrice              | Durante la stagione riproduttiva, si trova nei mosaici di campagna aperta e bosco in pianura e bassa collina, soprattutto nei bacini fluviali e nelle pianure alluvionali, ma anche in un contesto suburbano. In migrazione, può essere osservato quasi ovunque. Abita foreste decidue o miste con campi, paludi e radure. Le massime densità si riscontrano in prossimità di frutteti, oliveti e vigneti, ma frequenta abitualmente anche i boschi mediterranei e le campagne alberate. Durante gli inverni particolarmente rigidi, soprattutto nelle parti più settentrionali dell’areale di svernamento, può spingersi lungo le coste o in ambienti urbani alla ricerca di condizioni climatiche più favorevoli. |
| Ecozona paleartica (n. 19 specie)    | Turdus kessleri                    | Migratrice altitudinale | Nidifica in aree di macchia sui pendii rocciosi di alta montagna, ben al di sopra del limite del bosco, tra i 3.600 ei 4.500 metri, prediligendo rododendri e ginepri. Durante il periodo estivo, scende ad altitudini più modeste per riposarsi o per pernottare in foreste di pini o ginepri. In inverno migra ad altitudini più miti fino a 2.100 metri. In questo periodo dell'anno, frequenta lo stesso tipo di habitat dell'estate, cioè ginepro e crespino, ma mostra un interesse particolare per i margini dei terreni coltivati e i frutteti. |
| Ecozona paleartica (n. 19 specie)    | Turdus merula                      | Migratrice              | È in grado di occupare praticamente tutti gli ambienti alberati, dalle foreste profonde al cuore delle grandi città, alle latitudini medio-alte della ecozona Paleartica. Predilige i climi freschi, umidi e ventosi, ma si adatta anche a regimi caldi e asciutti. È legato alla presenza di vegetazione arborea e arbustiva alternata a terreni aperti, dove tende a ricercare il cibo. Frequenta indifferentemente boschi di conifere o latifoglie, sempre con sottobosco arbustivo; macchia mediterranea, brughiere con arbusti; aree agricole con ampie siepi e ruscelli. Durante la stagione estiva, occupa ambienti molto diversi, evitando la steppa aperta, la tundra e le zone paludose. Tollera molto bene la vicinanza dell’uomo e ha colonizzato parchi e giardini di grandi insediamenti urbani, con chiara tendenza all'incremento demografico in queste aree. |
| Ecozona paleartica (n. 19 specie)    | Turdus naumanni                    | Migratrice              | Frequenta la taiga che inizia a diradarsi e le steppe boscose al limite delle tundre di pianura. Si trova particolarmente nei fitti appezzamenti di salici e pioppi, nella macchia di pianura che si alterna a betulle e ontani. Nel percorso migratorio, frequenta pianure allagate, macchie di piccole querce e stoppie. |
| Ecozona paleartica (n. 19 specie)    | Turdus obscurus                    | Migratrice              | Nel suo areale tradizionale, la taiga siberiana, nidifica in diversi tipi di foreste, mostrando una preferenza per i fitti boschi di conifere. Nei quartieri invernali, si trova nei boschi, nelle aree boschive e in ambienti piuttosto aperti come giardini e boschetti. Originario della Siberia occidentale e centrale, verso la fine dell'autunno migra nel sud-est asiatico in cerca di temperature più confortevoli. |
| Ecozona paleartica (n. 19 specie)    | Turdus pallidus                    | Migratrice              | Nidifica in boschi misti di montagna e collina costituiti principalmente da cedri e abeti rossi. È presente anche nei boschi di bambù, nelle piantagioni di cedri e di alberi decidui. Durante la migrazione, si incontra in habitat più radi, come aree boschive, appezzamenti sui fianchi delle colline, boschetti e soprattutto cespugli ricchi di bacche. In inverno, frequenta lo stesso tipo di habitat, ma a quote più basse. In questo periodo, si insedia anche in frutteti, aree suburbane, parchi, giardini, margini di coltivi e campi aperti. |
| Ecozona paleartica (n. 19 specie)    | Turdus philomelos                  | Migratrice              | D’estate, predilige gli habitat forestali della fascia temperata, pur frequentando anche ambienti boreali. Tollera i climi freddi, umidi e ventosi, purché non vi sia uno strato nevoso o ghiacciato permanente sul terreno; d’altra parte evita i climi molto caldi o aridi. Nidifica in una grande varietà di contesti ambientali caratterizzati dalla presenza di alberi d’alto fusto ricchi di sottobosco e di cespugli, dai boschi misti di latifoglie alle foreste di conifere. Raggiunge il limite della vegetazione arborea negli orizzonti montani più elevati e alle latitudini più settentrionali. In migrazione e svernamento frequenta ambienti più aperti ricchi di frutti e invertebrati e, nell'area mediterranea, macchia, ambienti agricoli con siepi, vigneti, uliveti, frutteti, palmeti, parchi, giardini e oasi.                                        |
| Ecozona paleartica (n. 19 specie)    | Turdus pilaris                     | Migratrice              | Durante il periodo estivo, abita le alte e medie latitudini caratterizzate da climi temperati, boreali o subartici. Nidifica nelle aree boschive e ai margini delle foreste, spesso all'interno di zone umide, vicino a prati, valli fluviali e paludi. Si trova anche in parchi, frutteti, giardini, ai margini dei terreni agricoli e nelle zone montuose ricoperte di betulle ai margini del limite del bosco. Alle latitudini inferiori, le maggiori densità si registrano tra gli 800 e i 1.600 metri, soprattutto lungo i corsi fluviali ricchi di vegetazione arborea. Durante la migrazione e in inverno, frequenta ambienti più aperti e radi come campi e pascoli, terreni agricoli, boschi e arbusti, vicini alle coste ed ai corsi d’acqua. |
| Ecozona paleartica (n. 19 specie)    | Turdus ruficollis                  | Migratrice              | Il suo areale presenta da nord a sud un'ampia varietà di paesaggi, dalla bassa pianura situata nelle zone boreale e continentale alle montagne situate nella zona temperata. Nidifica nei boschi radi di montagna, nelle tundre muschiose e arbustive che si trovano più in alto, nella taiga e negli altopiani, oltre che nelle foreste vicino ai torrenti. Sverna in aree aperte di ginepri, nella macchia e nei frutteti, in aree fino a 3.900 metri di altitudine. |
| Ecozona paleartica (n. 19 specie)    | Turdus torquatus                   | Migratrice              | In estate, occupa le alte e medie latitudini, dove frequenta gli altopiani settentrionali a clima oceanico e i rilievi meridionali. Tollera bene ambienti battuti da pioggia e vento forte, mentre evita i substrati permanentemente ghiacciati o innevati. Nidifica tra i 250 e i 2.500 metri di altitudine, in ambienti caratterizzati da scarsa vegetazione, ma anche in prossimità di boschi di conifere, faggete o macchia a rododendro e ginepro, su pendii acclivi ombreggiati e umidi o su prati d’alta quota. |
| Ecozona paleartica (n. 19 specie)    | Turdus viscivorus                  | Migratrice              | È molto sensibile agli estremi climatici ed evita i terreni nevosi e ghiacciati e quelli aridi. Frequenta soprattutto ambienti caratterizzati dalla presenza di distese erbose con alberi d’alto fusto e siepi, dove può trovare diversi tipi di bacche. Di rado, frequenta le vicinanze dei centri abitati, sebbene negli ultimi anni e in modo localizzato, abbia cominciato a occupare giardini e parchi urbani. Nell'area mediterranea, si trova più in collina e in media montagna che in pianura. In inverno, utilizza preferenzialmente prati delimitati da ampie siepi e spazi aperti di media altitudine. Nei Paesi mediterranei, effettua spostamenti in altitudine piuttosto che in latitudine. |
| Ecozona afrotropicale (n. 15 specie) | Turdus abyssinicus                 | Migratrice altitudinale | Abita foreste, arbusteti, zone umide, piantagioni, parchi e giardini tra 900 e 3.780 metri di altitudine. |
| Ecozona afrotropicale (n. 15 specie) | Turdus bewsheri                    | Sedentaria              | Frequenta le foreste primarie con alberi a fogliame permanente e i margini delle aree boschive, dal livello del mare fino a circa 700 metri. Ad Anjouan, a causa della mancanza di foreste in pianura, la razza nominata bewsheri vive ad altitudini più elevate. |
| Ecozona afrotropicale (n. 15 specie) | Turdus eremita                     | Sedentaria              | La specie utilizza praticamente tutti gli habitat disponibili; frequenta valli ben riparate e pendii disseminati di massi, radure erbose e brughiere umide, macchia, piantagioni e frutteti, aree con alberi radi. Si insedia facilmente anche nelle distese di felci che popolano le profonde vallate, nei cespuglieti, nelle macchie d'erba a ciuffi. Sulle isole Nightingale e Inaccessible, si nutre lungo le spiagge, anche a spese delle colonie di pinguini. La sottospecie nominata, di solito, vive sopra i 300 metri di altitudine e scende al livello del mare solo in inverni rigidi. |
| Ecozona afrotropicale (n. 15 specie) | Turdus helleri                     | Sedentaria              | Abita foreste umide montane tra 1.200 e 2.000 metri di altitudine. |
| Ecozona afrotropicale (n. 15 specie) | Turdus libonyana                   | Sedentaria              | Frequenta un'ampia gamma di habitat boschivi, dagli alberi della savana di acacia e macchia rada a macchie di alberelli di brachistegia e mopane. Si trova anche nei boschi in rigenerazione, nelle radure in mezzo ai boschi di latifoglie, ai margini delle aree coltivate, nei parchi e nei frutteti, nonché nei giardini estesi alla periferia dei centri abitati o nelle periferie. Il suo habitat preferito è compreso tra 900 e 1.500 metri. |
| Ecozona afrotropicale (n. 15 specie) | Turdus (Psophocichla) litsitsirupa | Sedentaria              | Si trova principalmente nelle aree boschive sparse di miombo (Brachystegia), ma anche nelle savane ad acacia, nelle brughiere, nelle distese di erica arida erbosa e di ginepro ad altitudini che, in Eritrea, possono arrivare a 2.200 metri. Nella parte meridionale del suo areale, vive in boscaglie secche di acacia, boschi di mopane e arbusti confinanti con i terreni coltivati. In generale, apprezza aree aperte con relativamente pochi alberi o con diradamenti, piantagioni di eucalipto e pascoli. A volte, si trova nei parchi e nei grandi giardini cittadini. |
| Ecozona afrotropicale (n. 15 specie) | Turdus ludoviciae                  | Sedentaria              | Vive esclusivamente nelle foreste di ginepro e nelle aree aperte circostanti, nelle zone montuose di Golis, Warsangli e probabilmente anche sul monte Surud, tra i 1.300 e i 2.000 metri nel nord della Somalia. |
| Ecozona afrotropicale (n. 15 specie) | Turdus menachensis                 | Sedentaria              | Frequenta aree fino a 3.100 metri di altitudine con una fitta copertura di alberi e arbusti: boschi, frutteti e grandi giardini e si alimenta in habitat più aperti, se nelle vicinanze si trova una fitta copertura boschiva. Nei giardini e nei parchi, utilizza anche specie esotiche e introdotte per il cibo, la nidificazione e la copertura. Alle quote più basse, si incontra più frequentemente lungo i corsi d'acqua. |
| Ecozona afrotropicale (n. 15 specie) | Turdus olivaceofuscus              | Sedentaria              | Frequenta le foreste umide, i margini delle foreste e le aree boschive, comprese le savane. A São Tome si trova ai livelli medi e inferiori dei boschi che costeggiano il litorale e sulle pendici dei monti circostanti, ma anche nelle piantagioni di caffè e cacao e nelle foreste pluviali fino a 2.000 metri di altitudine. |
| Ecozona afrotropicale (n. 15 specie) | Turdus olivaceus                   | Migratrice altitudinale | Vive ad altitudini da 1.500 a 3.400 metri. Il suo habitat era tipicamente rappresentato dalla foresta fitta ma questa specie, soprattutto nell'Africa meridionale, si è adattata perfettamente a frutteti, aree urbane, parchi e ampi giardini con grandi alberi. Nidifica nel sottobosco fitto delle foreste decidue delle regioni montuose o talvolta della pianura, tuttavia frequenta anche foreste di bambù e boschi umidi di pianura lungo le valli dei fiumi, ai margini dei boschi e nelle radure, sulle colline ricoperte di erica, nelle brughiere e nelle zone di macchia. |
| Ecozona afrotropicale (n. 15 specie) | Turdus pelios                      | Sedentaria              | Frequenta un misto di foreste asciutte, umide e paludose. Si trova anche nelle foreste lungo i corsi d'acqua, nei boschi sparsi, nelle radure e nei bordi vicino ai villaggi. Il suo areale è compreso tra 700 e 2.000 metri sul livello del mare. La razza nigrilorum vive esclusivamente nei boschi di montagna fino a 2.880 metri. In Africa occidentale, la razza saturatus vive in fitte foreste arbustive, su affioramenti rocciosi o ai margini di terreni coltivati. Si stabilisce anche in boschetti, savane, campi da golf e nei giardini cittadini o nelle periferie delle città. |
| Ecozona afrotropicale (n. 15 specie) | Turdus roehli                      | Migratrice altitudinale | Abita foreste montane tra 900 e 3.780 metri di altitudine. |
| Ecozona afrotropicale (n. 15 specie) | Turdus smithi                      | Migratrice altitudinale | Abita foreste, arbusteti nella savana arida e, nel Karoo, zone umide, praterie e giardini urbani dell'altopiano sudafricano. |
| Ecozona afrotropicale (n. 15 specie) | Turdus tephronotus                 | Sedentaria              | Vive fino a 1.600 metri in regioni aride o semiaride, boschi più o meno radi, boschetti spinosi e macchia che crescono tra le rocce. Si trova anche in prati alberati, frutteti, bordi di terreni agricoli e, occasionalmente, in grandi giardini. In Kenya, nella regione di Mombasa, e forse anche in altri luoghi vicini alla costa, frequenta le foreste costiere costituite da alberi di modesto sviluppo. |
| Ecozona afrotropicale (n. 15 specie) | Turdus xanthorhynchus              | Sedentaria              | Abita foreste tra 400 e 800 metri di altitudine. |
| Ecozona indomalese (n. 9 specie)     | Turdus boulboul                    | Migratrice altitudinale | Nidifica nelle foreste umide e in quelle di querce e rododendri, ma si trova anche nei boschi di conifere, nelle radure e nelle zone di macchia che ricoprono le pendici delle colline. In inverno, frequenta lo stesso tipo di habitat, ma a quote più basse e in aree più aperte. Preferisce i cespugli e i giardini con grandi alberi vicino ai villaggi. In Himalaya, nidifica ad altitudini che vanno dai 1.500 ai 2.300 metri e nel Nepal possono superare i 3.000 metri. In inverno, le popolazioni scendono tra i 1.200 ei 2.100 metri, sia all'interno della stessa area di nidificazione, sia nei paesi limitrofi situati leggermente a sud. |
| Ecozona indomalese (n. 9 specie)     | Turdus dissimilis                  | Migratrice altitudinale | Nidifica in boschi e foreste umide sempreverdi. Ama particolarmente le querce, i rododendri e le foreste di conifere che hanno una fitta lettiera di foglie. Si trova anche nelle foreste subtropicali i cui tronchi e rami sono ricoperti di muschi, felci e piante epifite. Durante il periodo invernale, frequenta lo stesso tipo di habitat, ma ad altitudini più modeste. In questo periodo si trova anche nelle zone della giungla con predominanza di cespugli. |
| Ecozona indomalese (n. 9 specie)     | Turdus mandarinus                  | Migratrice              | Abita foreste, arbusteti, pascoli e ambienti antropizzati. |
| Ecozona indomalese (n. 9 specie)     | Turdus maximus                     | Migratrice              | Abita aree subalpine aperte con vegetazione rada tra 3.000 e 4.800 metri di altitudine, pendii arbustivi, giardini e piantagioni. |
| Ecozona indomalese (n. 9 specie)     | Turdus mupinensis (Otocichla)      | Sedentaria              | Frequenta sia boschi di montagna (1.300 - 3.200 metri), di latifoglie e misti di latifoglie e conifere. Si trova anche in aree boschive e piantagioni con un sottobosco abbastanza fitto. |
| Ecozona indomalese (n. 9 specie)     | Turdus niveiceps                   | Sedentaria              | Frequenta foreste montane tra 1.800 e 2.500 metri di altitudine. |
| Ecozona indomalese (n. 9 specie)     | Turdus rubrocanus                  | Migratrice altitudinale | Nidifica sia nei boschi di conifere che nei boschi misti con una buona lettiera vegetale costituiti da abeti, betulle e castagni, situati tra i 2.300 e i 3.300 metri e oltre e si trova anche su colline boscose con alberi decidui. In inverno, si insedia nello stesso tipo di habitat, ma ad altitudini inferiori. In questo periodo, è presente anche nei frutteti. |
| Ecozona indomalese (n. 9 specie)     | Turdus simillimus                  | Migratrice              | Nidifica in foreste umide di alberi decidui o in boschi di latifoglie sempreverdi. Si trova anche nelle aree boschive alte, negli anfratti boscosi, nelle giungle fitte di macchia e nelle ombrose piantagioni di caffè. D'inverno scende in pianura e frequenta gli stessi tipi di habitat boschivi, oltre a giardini dotati di ricca vegetazione e piantagioni. |
| Ecozona indomalese (n. 9 specie)     | Turdus unicolor                    | Migratrice              | Frequenta foreste aperte di latifoglie o fitte foreste miste con bordi erbosi o radure. In alcune parti del suo areale, in particolare nel Kashmir, si avventura nei giardini alla periferia dei villaggi. In Himalaya, nidifica tra 1.200 e 2.700 metri. In inverno, si trova a quote più basse all'interno del suo areale, ma anche nelle regioni adiacenti ad est e a sud della sua area di nidificazione. |
| Ecozona neartica (n. 1 specie)       | Turdus migratorius                 | Migratrice              | Nidifica ovunque ci siano sia aree aperte per l’alimentazione che boschi. Si trova in tutti i tipi di boschi, dalla tundra alle zone paludose, fino al limite della linea degli alberi a 3.700 metri, ma anche nei prati e nelle radure e nei terreni coltivati alberati. In tutto il suo areale, è comune nei campi con siepi, prati, giardini, campi da golf, parchi, frutteti e aiuole nei sobborghi e nelle città (compresi quelle più grandi come New York). In inverno, si trova nei boschi umidi, nelle paludi, nelle aree urbane e nei parchi. Si adatta molto bene agli habitat modificati dall'uomo. |
| Ecozona neotropicale (n. 39 specie)  | Turdus albicollis                  | Sedentaria              | Frequenta le zone tropicali o subtropicali dove il sottobosco è provvisto di fitti intrecci, le foreste di montagna, le radure e i margini delle foreste umide di pianura non allagate. A nord dell'Orinoco può salire fino a 1.900 metri di altitudine, mentre a sud di questo fiume non supera i 1.500 metri. Nelle Yungas meridionali, in Bolivia, raggiunge i 2.400 metri. |
| Ecozona neotropicale (n. 39 specie)  | Turdus amaurochalinus              | Migratrice              | Abita foreste, savana, arbusteti, pascoli, savane, piantagioni, parchi urbani e giardini. |
| Ecozona neotropicale (n. 39 specie)  | Turdus arthuri                     | Sedentaria              | Abita foreste, savana, arbusteti, radure, con boschi a galleria, bordi di foreste umide, piantagioni di caffè e vari altri habitat sotto l'influenza antropica. |
| Ecozona neotropicale (n. 39 specie)  | Turdus assimilis                   | Sedentaria              | Frequenta le umide foreste subtropicali di pianura e collina con alberi sempreverdi. Si trova anche nelle foreste nuvolose in El Salvador, Costa Rica e nel sud del Messico. Più a nord, a volte può vivere fino a 3.000 metri. La sottospecie coibensis nidifica al livello del mare, nelle foreste più aride o ai margini delle mangrovie. Più frequente ai margini dei boschi e nelle radure, visita anche l'interno di aree boschive, boscaglie, macchie di alberelli come piantagioni e popolamenti in corso di rigenerazione e siepi. |
| Ecozona neotropicale (n. 39 specie)  | Turdus aurantius                   | Sedentaria              | Vive in zone collinari e montuose fino a 1.800 metri, dove predilige ambienti boschivi. Tuttavia, entra anche nelle piantagioni di agrumi e di banane, nei pascoli e negli orti. Sulla costa settentrionale e sulla costa sud-occidentale della Giamaica, frequenta ambienti a livello del mare. Al tramonto o dopo le piogge, si avventura ai lati delle strade. |
| Ecozona neotropicale (n. 39 specie)  | Turdus chiguanco                   | Migratrice              | Frequenta le regioni aperte aride e con erba bassa, cespugli sparsi e secchi o cactus. In Ecuador, Bolivia e Perù centrale, preferisce le zone temperate tra 2.000 e 4.300 metri. Nel sud del Perù, risiede a quote più basse, quasi fino al livello del mare. Vive anche lungo i corsi d'acqua e ai margini dei terreni coltivati. Nelle zone di montagna predilige piccoli arbusti del tipo polylepis. In alcune zone frequenta parchi cittadini, frutteti e giardini, diventando molto familiare. |
| Ecozona neotropicale (n. 39 specie)  | Turdus falcklandii                 | Migratrice              | Frequenta una grande varietà di habitat, fino a 2.150 metri di altitudine, dal bosco andino patagonico, dominato dal Nothofagus, alla steppa patagonica. Si incontra nel bosco e nel sottobosco aperto, ai margini di fitte foreste, nelle brughiere e negli arbusteti, ma anche nelle aree coltivate con alberi sparsi e siepi e nei giardini alberati. Nelle Falkland, frequenta i fitti prati di erba tussock alta fino a tre metri, vicino a spiagge rocciose sparse di felceti, dove fruga nei cumuli di alghe in decomposizione. È presente anche nelle brughiere, nelle valli, nei giardini con alberi, negli appezzamenti di ginestre e arbusteti. |
| Ecozona neotropicale (n. 39 specie)  | Turdus flavipes                    | Migratrice              | Vive ad altitudini dai 500 ai 2.000 metri. Si trova solitamente nelle foreste pluviali umide o nelle foreste nuvolose, nei boschi secondari di alberi decidui, nelle piantagioni di caffè e nei giardini con alberi ad alto fusto. |
| Ecozona neotropicale (n. 39 specie)  | Turdus fulviventris                | Migratrice              | Vive tra 1.300 e 2.700 metri sul livello del mare in foreste pluviali subtropicali. Si trova nelle aree boschive sui ripidi pendii delle colline, ai margini dei boschi, ai bordi delle strade, nelle radure, nelle macchie in fase di rigenerazione e in alcune aree di macchia. Nel nord del Perù, risiede nelle aree di páramo un biotopo di altopiano con piccoli arbusti nella Cordigliera delle Ande, tra il limite della foresta e le nevi perenni. |
| Ecozona neotropicale (n. 39 specie)  | Turdus fumigatus                   | Sedentaria              | Frequenta le foreste di pianura, ma si può osservare anche nelle foreste di montagna tropicali e subtropicali fino a 1.800 metri. Occupa un'ampia varietà di habitat boschivi, fitte foreste tropicali, macchie sparse di alberi decidui, boschi secondari, foreste a galleria, bordi di boschi e radure. Si trova anche in boschi radi e piantagioni di cacao, solitamente vicino all'acqua. In alcune aree, entra nei giardini. |
| Ecozona neotropicale (n. 39 specie)  | Turdus fuscater                    | Sedentaria              | Frequenta un'ampia varietà di foreste e habitat boschivi tra 1.400 e 4.250 metri, ma si trova principalmente al di sopra dei 2.000 metri. Ama i margini umidi delle foreste nuvolose o delle radure ed evita il più possibile fitti popolamenti. Vive anche in boschi radi in fase di rigenerazione, siepi, ciuffi di arbusti sparsi come i polylepis. Sopra la linea degli alberi, occupa piccoli cespugli radi o arbusti secchi. Di recente, si è abituato a stabilirsi in terreni agricoli, colture e giardini, anche alla periferia di grandi città come Quito o La Paz. Le popolazioni di questa specie sembrano aumentare in aree che hanno subito una significativa deforestazione. |
| Ecozona neotropicale (n. 39 specie)  | Turdus grayi                       | Sedentaria              | Abita principalmente foreste umide di pianura e i margini dei terreni coltivati, in particolare piantagioni di caffè e banane nelle zone tropicali e subtropicali. Di solito, vive fino a 300 metri sul livello del mare, ma in alcune parti dell'America centrale si trova fino al limite degli alberi a 2.450 metri. Nidifica ai margini delle aree boschive e nelle radure, tuttavia, al di fuori della stagione riproduttiva, si addentra nelle foreste di latifoglie; frequenta anche arbusteti, ciuffi di alberi isolati, radure e giardini alla periferia di grandi città come San José (Costa Rica). |
| Ecozona neotropicale (n. 39 specie)  | Turdus haplochrous                 | Sedentaria              | Abita la foresta fluviale allagata stagionalmente (várzea), la foresta a galleria, la foresta semiaperta e il bosco semi-deciduo a 250-350 metri di altitudine. |
| Ecozona neotropicale (n. 39 specie)  | Turdus hauxwelli                   | Sedentaria              | Abita foreste umide di pianura e paludi subtropicali o tropicali. |
| Ecozona neotropicale (n. 39 specie)  | Turdus ignobilis                   | Sedentaria              | Abitante dei tropici e sub-tropici, è presente dai margini delle foreste di pianura fino alla sommità di alcuni tépuis (montagna a cima piatta in America del sud). Predilige le radure e le zone poco alberate, spesso in prossimità di corsi d'acqua. Si trova anche in distese erbose con gallerie di alberi ad alto fusto, parchi, pascoli e giardini. Frequenta volentieri le periferie delle città. Il suo habitat è generalmente compreso tra 900 e 2.100 metri, anche se in alcune zone della catena andina orientale in Colombia si può trovare fino a 2.800 metri. |
| Ecozona neotropicale (n. 39 specie)  | Turdus infuscatus                  | Sedentaria              | Frequenta foreste umide di alberi sempreverdi, foreste nebulose miste di pini e querce e i margini delle aree boschive nelle aree temperate e tropicali. Di solito, si trova ad altitudini dai 1.200 ai metri. In Messico, probabilmente, vive ad altezze inferiori, mentre in Honduras è assente al di sotto dei 1.800 metri. |
| Ecozona neotropicale (n. 39 specie)  | Turdus jamaicensis                 | Sedentaria              | Frequenta foreste montane umide e colline boscose, fino alle vette più alte, ma anche piantagioni di caffè ombreggiate e altre aree boschive a quote moderate. |
| Ecozona neotropicale (n. 39 specie)  | Turdus lawrencii                   | Sedentaria              | Abita foreste umide di pianura e paludi tropicali e subtropicali. |
| Ecozona neotropicale (n. 39 specie)  | Turdus leucomelas                  | Migratrice              | Frequenta i bordi e le radure delle foreste umide. Ai tropici, si trova anche nei boschi secchi o semi-umidi costituiti da alberi decidui e apprezza boschi a galleria, gruppi di alberi isolati in mezzo a prati, fitti boschetti, piantagioni di pini, quasi sempre vicino a un ruscello, fino a 1.900 o 2.000 metri. In alcune zone, occupa pascoli, margini di terreni coltivati, parchi e giardini, anche alla periferia di grandi città come Caracas. |
| Ecozona neotropicale (n. 39 specie)  | Turdus leucops                     | Sedentaria              | Abita le foreste montane umide tropicali e subtropicali fino a 2.100 metri di altitudine. |
| Ecozona neotropicale (n. 39 specie)  | Turdus lherminieri                 | Sedentaria              | Frequenta, in particolare, le foreste pluviali primarie e secondarie, ma si trova anche nel sottobosco delle foreste semiaride. Apprezza particolarmente le aree boschive aperte con poco sottobosco ed è presente a tutti i livelli della foresta, dal suolo fino alla sommità dei grandi alberi. |
| Ecozona neotropicale (n. 39 specie)  | Turdus maculirostris               | Sedentaria              | Abita foreste umide di pianura e di montagna, margini e radure di boschi, fino a 2.000 metri di altitudine e ambienti antropizzati. |
| Ecozona neotropicale (n. 39 specie)  | Turdus maranonicus                 | Sedentaria              | Frequenta boschi aridi costituiti da alberi decidui nella zona subtropicale. Si trova anche ai margini dei boschi, nella macchia secca, nelle aree agricole irrigue e nelle piantagioni di mango, ad altitudini dai 200 ai 2.000 metri. |
| Ecozona neotropicale (n. 39 specie)  | Turdus nigrescens                  | Sedentaria              | Abita le montagne della Costa Rica e del Panama occidentale, nella Cordigliera Centrale e nella Cordigliera di Talamanca. È relativamente abbondante nelle aree aperte, ai margini dei pascoli, nelle aree boschive in fase di rigenerazione e ai margini dei querceti al di sopra dei 2.200 metri. |
| Ecozona neotropicale (n. 39 specie)  | Turdus nigriceps                   | Sedentaria              | Frequenta le foreste umide di montagna, tra i 500 e i 2.000. Eccezionalmente, si trova fino a 2.550 metri, nella provincia di Cochabamba in Bolivia. Può essere osservato anche nel fitto sottobosco e, più in particolare, nelle macchie di ontano. Visita anche anfratti boscosi, soprattutto quelli situati ai margini dei boschi, lungo radure o vicino a corsi d'acqua. |
| Ecozona neotropicale (n. 39 specie)  | Turdus nudigenis                   | Sedentaria              | Vive in aree semiaperte e aride con radi arbusti e macchie di alberi, ai margini delle foreste a galleria, nei boschi, nei parchi e nei giardini. Di solito, si vede al di sotto dei 1.000 metri, ma in Colombia si può anche trovare fino a 1.800 metri sul livello del mare. |
| Ecozona neotropicale (n. 39 specie)  | Turdus obsoletus                   | Sedentaria              | Frequenta le foreste umide e le foreste a galleria. Nidifica da 500 a 1.500 metri nelle zone tropicali, subtropicali e di bassa montagna. Risiede sulle colline della cordigliera centrale e sui pendii inferiori delle Ande, principalmente in fitti boschi, ma si incontra anche ai margini di aree boschive o in appezzamenti secondari che hanno raggiunto un buon grado di maturità. |
| Ecozona neotropicale (n. 39 specie)  | Turdus olivater                    | Sedentaria              | Vive principalmente nelle foreste umide o nelle foreste pluviali delle zone tropicali e subtropicali. Frequenta i margini delle aree boscate, delle radure e dei popolamenti più aperti tra 800 e 2.300 metri. Si trova anche nelle piantagioni ombreggiate di caffè, così come in spazi aperti con da alberi e arbusti radi. |
| Ecozona neotropicale (n. 39 specie)  | Turdus plebejus                    | Sedentaria              | Frequenta le foreste pluviali con grandi alberi sempreverdi, aree boschive aperte e i margini delle foreste nelle zone tropicali o temperate, tra 1.800 metri e il limite del bosco, a 2.725 metri. In El Salvador, è particolarmente affezionato ai querceti e alle aree boschive dotate di epifite, muschi e felci. Si osserva anche ai margini di aree boschive in radure, pascoli, in prati con alberi sparsi. Al di fuori della stagione riproduttiva, occupa appezzamenti secondari e piccoli gruppi di alberi da frutto situati lontano dalle zone montuose. |
| Ecozona neotropicale (n. 39 specie)  | Turdus plumbeus                    | Sedentaria              | Frequenta le aree boscose e le foreste, dai margini dei boschi costieri e delle mangrovie, alle foreste più alte. Lo si vede spesso nella macchia, ai margini delle foreste umide, nelle piantagioni di caffè, nelle zone di macchia secca e spinosa e nel fitto sottobosco nelle foreste decidue. Ha bisogno di acqua nelle vicinanze, soprattutto nei luoghi più asciutti. Si incontra anche nelle aree urbane. |
| Ecozona neotropicale (n. 39 specie)  | Turdus ravidus                     | Sedentaria              | Estinto, abitava paludi e mangrovie, aree con rocce coralline a lama di coltello e cactus rampicante. |
| Ecozona neotropicale (n. 39 specie)  | Turdus reevei                      | Sedentaria              | Frequenta le foreste pluviali tropicali con alberi decidui fino a 1.800 metri di altitudine. Nel dipartimento di Loja, nell'estremo sud dell'Ecuador, può salire fino a 2.500 metri. Vive anche nelle foreste secondarie, ai margini delle aree boschive e nella macchia adiacente, in radure e valichi. |
| Ecozona neotropicale (n. 39 specie)  | Turdus rufitorques                 | Sedentaria              | Frequenta foreste nebulose, oltre a boschi misti di conifere, pini e querce. Si trova anche nelle aree boschive con macchia e arbusti, nei pascoli e ai margini dei terreni coltivati nelle zone subtropicali e semi-temperate. Sopra la linea degli alberi, vive anche nei crateri dei vulcani spenti. Frequenta le praterie erbose, purché abbiano alcuni alberi isolati come cipressi, agavi e pini e, a volte, si stabilisce alla periferia dei villaggi. |
| Ecozona neotropicale (n. 39 specie)  | Turdus rufiventris                 | Sedentaria              | Frequenta tutti i tipi di habitat aperti e leggermente boscosi, dalla macchia ai margini delle foreste, attraverso boschetti, savane e regioni del chaco e della pampa. Si trova anche nei terreni agricoli che presentano gruppi isolati di alberi o di arbusti, in villaggi, radure, parchi, giardini e aree urbane e periferie di centri abitati. Nelle regioni aride, si incontra vicino a punti d'acqua. Vive fino a 2.200 metri sul livello del mare. |
| Ecozona neotropicale (n. 39 specie)  | Turdus rufopalliatus               | Sedentaria              | Frequenta boschi misti e di caducifoglie, margini di aree boschive, fitte macchie di arbusti e macchia, piantagioni e giardini. Vive generalmente nelle pianure delle regioni tropicali e subtropicali, ma si trova anche fino a 1.500 metri sul livello del mare, in collina e nelle valli di media montagna. A Città del Messico, tra i 2.200 e i 2.500 metri, vi sarebbero popolazioni in cattività tornate in libertà. |
| Ecozona neotropicale (n. 39 specie)  | Turdus sanchezorum                 | Sedentaria              | Abita foreste allagate stagionalmente, margini di foreste e habitat semiaperti fino a 1.100 metri di altitudine. |
| Ecozona neotropicale (n. 39 specie)  | Turdus serranus                    | Migratrice              | Abita foreste montane umide e aree boscate nella regione subtropicale tra 1.500 e 2.800 metri di altitudine. Può salire occasionalmente fino a 3.000-3.500 metri. Si può osservare anche lungo i bordi e nelle radure e in ampi giardini dall’habitat favorevole. Nel sud-est dell'Ecuador, così come nel nord-ovest del Perù, si insedia, forse stagionalmente, anche in foreste secche composte da alberi decidui. |
| Ecozona neotropicale (n. 39 specie)  | Turdus subalaris                   | Sedentaria              | Frequenta foreste umide e le aree boschive con una chioma ben fornita. Tuttavia, in alcune parti del suo areale si trova anche nelle piantagioni, nei parchi, nei villaggi e nei giardini con grandi alberi. |
| Ecozona neotropicale (n. 39 specie)  | Turdus swalesi                     | Sedentaria              | Frequenta la fitta vegetazione che compone il sottobosco delle foreste pluviali e delle foreste nebulose, al di sopra dei 1.360 metri sugli alti crinali della Hispaniola centrale. Si trova spesso dove crescono folti boschetti di bambù rampicante. A volte, vaga anche ai margini di terreni agricoli e giardini. Negli ultimi anni il suo habitat è notevolmente cambiato, tanto da entrare in contatto con il Turdus plumbeus con cui ormai compete per la condivisione delle risorse alimentari. |
| Ecozona oceaniana (n. 1 specie)      | Turdus poliocephalus               | Sedentaria              | La maggior parte vive ad alta quota, fino a 1.500 metri. Frequenta foreste pluviali, boschetti muschiosi e foreste di pini. Al di sopra del limite degli alberi, si trova in boscaglie più o meno fitte, eriche e felci arboree e prati alpini. Si incontra anche nel sottobosco dei burroni, sui pendii ripidi e ai margini dei boschi di alberi secchi. Una minoranza di sottospecie, soprattutto quelle che vivono in Polinesia, Micronesia e in alcune isole di Vanuatu, vive nelle foreste pluviali e umide a livello del mare, nelle aree boschive in fase di rigenerazione e nei giardini. |